# Březnice (district de Zlín)
Pour les articles homonymes, voir Březnice.
Březnice (en allemand : Brzesnitz) est une commune du district et de la région de Zlín, en République tchèque. Sa population s'élevait à 1 337 habitants en 2020.

## Géographie
Březnice se trouve à 5 km au sud de Zlín, à 77 km à l'est de Brno et à 253 km au sud-est de Prague.
La commune est limitée par Zlín à l'ouest et au nord, par Želechovice nad Dřevnicí à l'est, et par Březůvky, Doubravy et Bohuslavice u Zlína au sud.

## Histoire
La première mention écrite du village date de 1397.

## Transports
Par la route, Březnice se trouve à 6 km de Zlín, à 94 km de Brno et à 305 km de Prague.